# Malinowo (powiat wysokomazowiecki)
Malinowo – wieś w Polsce położona w województwie podlaskim, w powiecie wysokomazowieckim, w gminie Klukowo.
W latach 1975–1998 miejscowość należała administracyjnie do województwa łomżyńskiego.
Wierni kościoła rzymskokatolickiego należą do parafii Zmartwychwstania Pańskiego w Kuczynie.

## Historia
Zapis o Malinowie znajduje się w wyroku sądowym z roku 1547: Łukasz z braćmi i synowcami mają 100 łanów w Kuczynie Wielkim, Trojanowie, Klukowie, Sobolewie, Malinowie, Kapłani i mają stawić 10 koni na wojnę. Informacja o wsi pochodzi również z akt unii polsko-litewskiej z 1569 roku. Przysięgę na wierność królowi polskiemu składali tutejsi rycerze.
W I Rzeczypospolitej miejscowość należała do ziemi drohickiej w województwie podlaskim.
Od XVI w. Malinowo występuje w dokumentach rodziny Kuczyńskich. Na przełomie XVIII i XIX wieku dobra Kuczyn wniosła w posagu Barbara z Kuczyńskich pośubiając Michała hrabiego Starzeńskiego.
W roku 1827 wieś liczyła 12 domów i 118 mieszkańców. Po uwłaszczeniu ziemi dworskiej w roku 1864 powstało 14 gospodarstw na 340 morgach. Pod koniec wieku XIX wieś należała do powiatu mazowieckiego, gmina Klukowo, parafia Kuczyn.
W roku 1921 wieś zamieszkiwało 148 osób w 23 domach.

## Współcześnie
Wieś rolnicza. Produkcja roślinna podporządkowana hodowli krów i produkcji mleka.